# Spoorlijn Oensingen - Balsthal
De Spoorlijn Oensingen - Balsthal is een Zwitserse spoorlijn van de Oensingen-Balsthal-Bahn AG (afgekort OeBB), een private spoorwegmaatschappij. Het hoofdkantoor van de OeBB is in Balsthal. Het vier kilometer lange traject loopt van Oensingen naar Balsthal.

## Geschiedenis
Al voor 1873 ontstond de wens om vanuit Balsthal onder de passweg een spoorverbinding met Bazel aan te leggen. In 1873 werd met de bouw van de Wasserfallenbahn tussen Reigoldswil en Mümliswil achter Balsthal begonnen maar na een jaar moest de bouw aan de tunnel en de toegangstrajecten wegens financiële problemen worden stilgelegd.
In 1890 zocht de Industrie van Balsthal een aansluiting aan de Jurafusslinie te Oensingen. Op 17 juli 1899 werd het traject geopend.

## Tegenwoordig
Met de ingebruikname van Bahn 2000 en het Verkehrskonzept Thal 2005 werd op het OeBB-traject een half uur dienst ingevoerd.

## Tractiemateriaal
Bij de OeBB zijn veel oude tractie voertuigen ondergebracht waaronder de bekende Roter Pfeil, ex SBB:
Locomotieven;
- E 3/3 2 (1899)
Originele locomotief (Neu fahrzeug) van de OeBB
- E 3/3 1 (1909), Overgenomen 1976; ex KLB
- De 6/6 15301 (1926) «Seetalkrokodil»; ex SBB
- Ce 2/2 102 (1944)
- Ce 2/2 103 (1947)
- Em 4/4 20, Overgenomen 2004; ex BLS
- Em 4/4 22, Overgenomen 2004; ex BLS

Motorwagen;
- ABDe 4/8 244 (1945), Overgenomen 1991
ex BLS ABDe 4/8 744 vroeger 742, buiten dienst gesteld
- ABDe 4/8 245 (1945), Overgenomen 1991, gesloopt 2005
ex BLS ABDe 4/8 745 vroeger 741, buiten dienst gesteld
- ABDe 4/8 zonder nummer (1946), overname 1991, verkoop 1994
ex BLS ABDe 4/8 743 werd 1991 eveneens overgenomen en in 1994 aan de RVT verkocht (tegenwoordig: ABDe 537 313)
- RBe 2/4 202 (1938) «Roter Pfeil», Overgenomen 1974
ex SBB CLe 2/4 207 (1938), later RBe 2/4 1007
- RFe 4/4 601 (1944), Overgenomen 1994
ex SBB RFe 4/4, later BT en SZU
- BDe 4/4 641 (1954), Overgenomen 1997
ex SBB BDe 4/4 1641
- BDe 4/4 651 (1954), Overgenomen 1997
ex SBB BDe 4/4 1651
- BDe 576 ? (1966) «Hochleistungstriebwagen», Overname 2004, weggegeven 2005
ex RM BDe 4/4II 576 250 met B 551 en ABt 991 2004 overname, in volgende Jaar door SBB RBe 540 vervanging. De trein ging in Privé bezit over.
- RBe 540 019/074 (1964/1965), Overname 2005/2006
ex SBB RBe 4/4 1421 (1964) und RBe 4/4 1477 (1965), een Pendelzug-Garnitur met AB en BDt van SBB overname, defecte motorwagen door zelfde soort motorwagen vervangen

Stuurstandwagen
- Bt 900, Overname 1997
ex SBB Bt 50 85 29-33 900

Wagen
- Personenwagen (4 Stuks B, 3 Stuks As, 3 Stuks WR)
- Bagagewagen (2 Stuks D2)
- Goederenwagen (10 Stuks Gbs, 2 Stuks Gklm, G, E)

Huidig matereel
De dienst word gereden met een gehuurd drie-delige SBB Domino (RBDe 565) met Innova tussenrijtuig. De inzet van dit treinstel is noodzakelijk omdat de Innova als enige rijtuig geschikt is voor rolstoeltransport.

## Elektrische tractie
Het traject van de OeBB werd in 1943 geëlektrificeerd met een spanning van 15.000 volt 16.7 Hz wisselstroom.

## Afbeeldingen

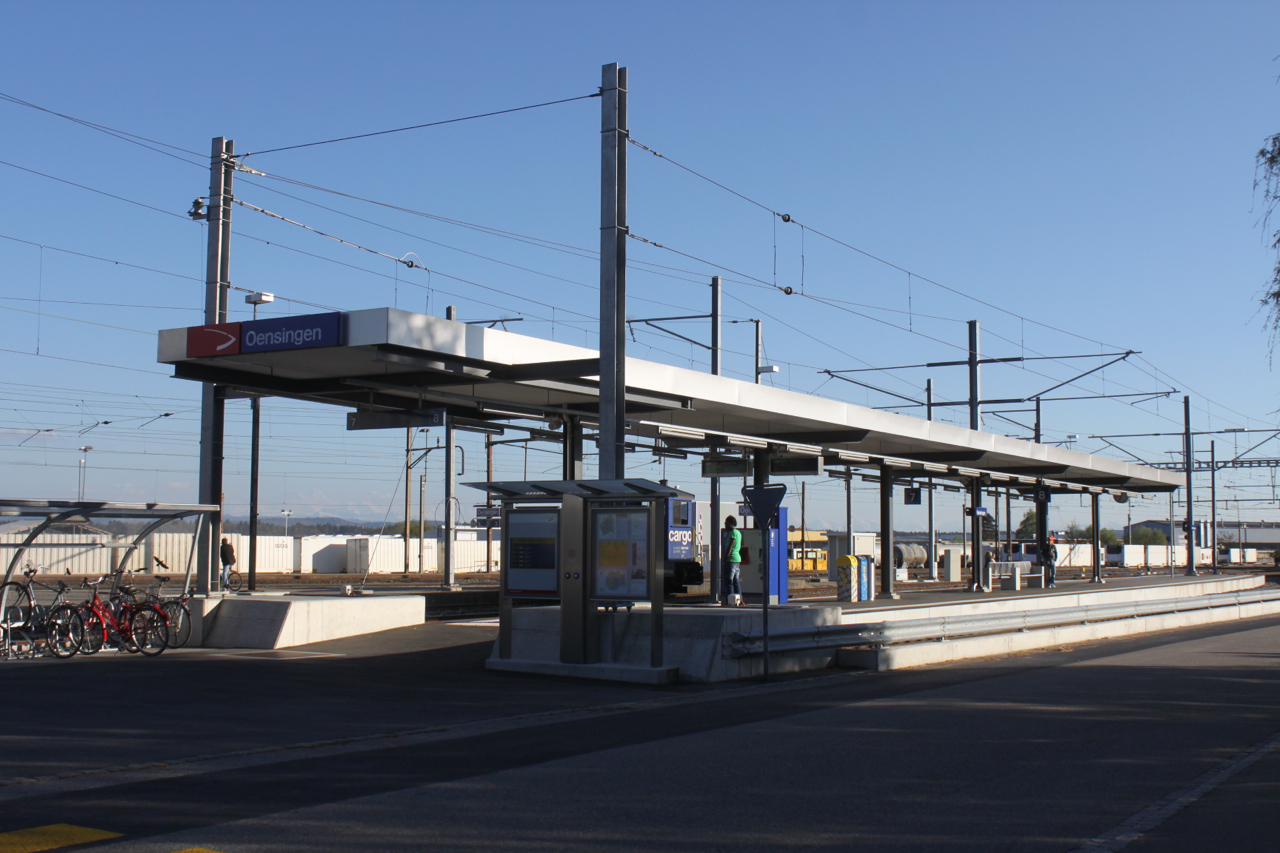
Station Oensingen
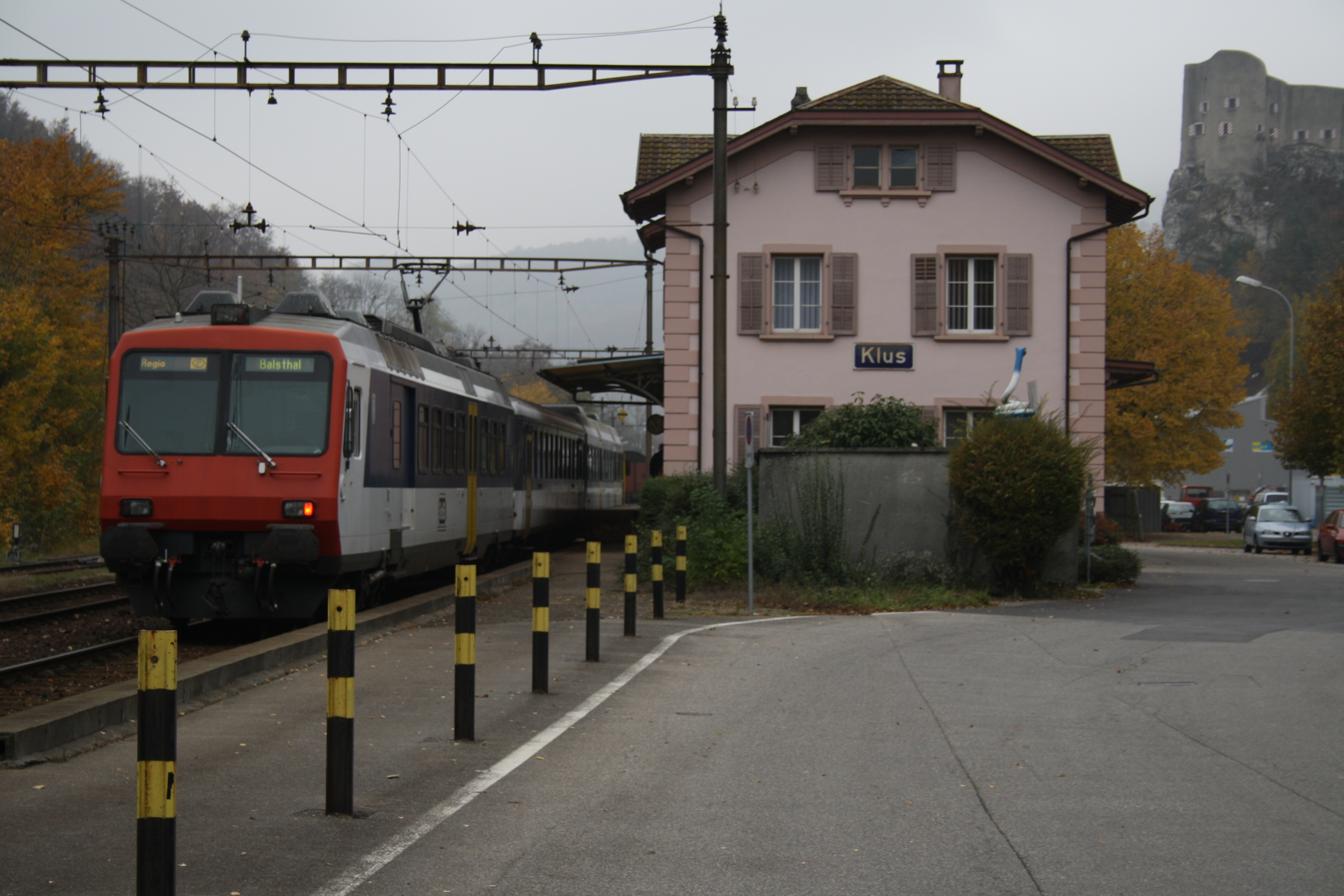
Station Klus
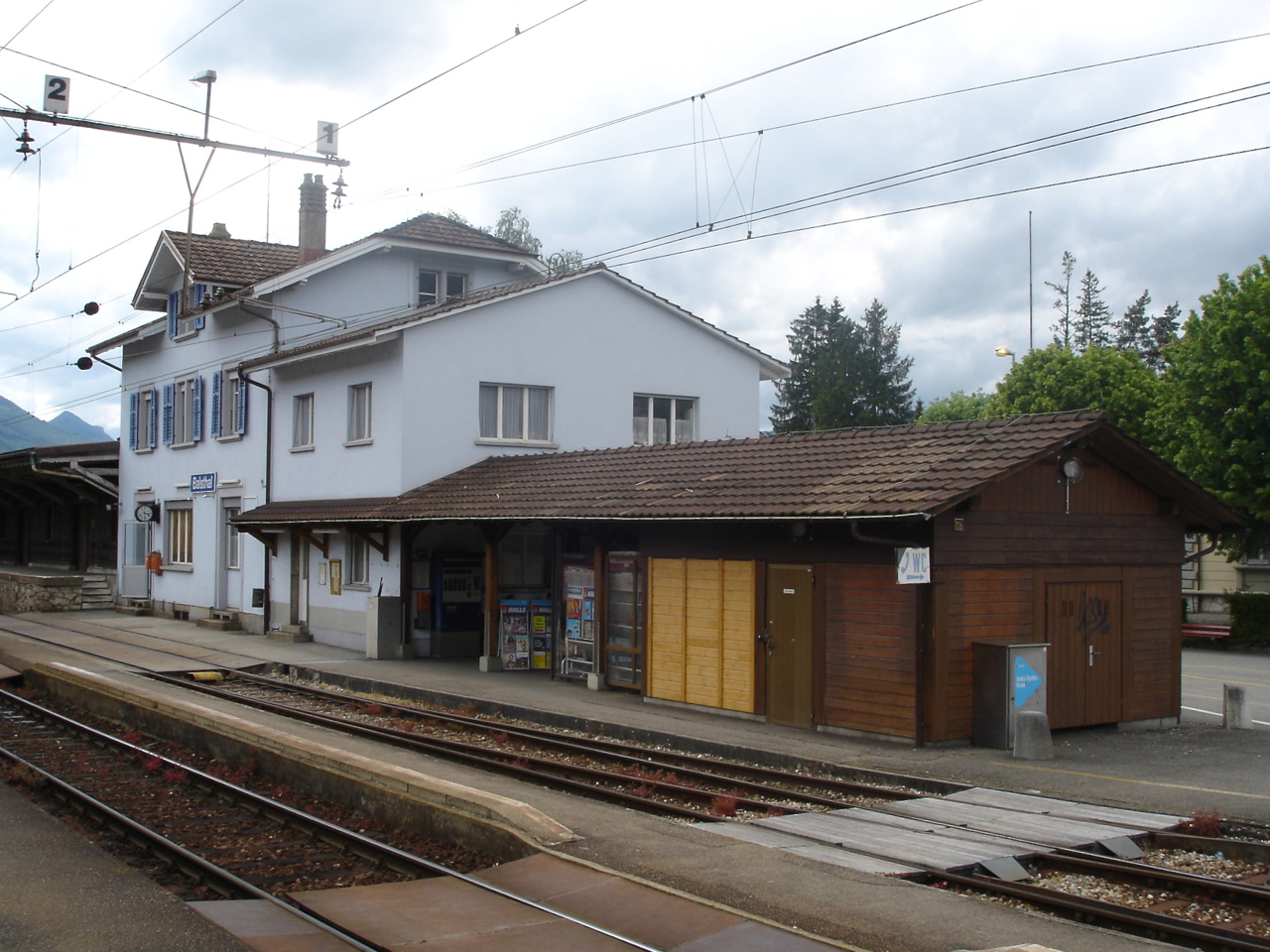
Station Balsthal